# Friedrich Boerner
Friedrich Boerner o Börner (Leipzig, 17 de junio de 1723 - Leipzig, 30 de junio de 1761) fue un médico alemán.
Su padre Christian Friedrich Boerner quería que estudiara teología y se matriculó en teología en la Universidad de Wittenberg, aunque más tarde se decantó por la medicina. Fue profesor en la Universidad de Wittenberg y regresó a Leipzig tras el estallido de la Guerra de los Siete Años.

## Obra
- De arte gymnastica nova, Dissertation, Helmstedt 1748
- Nachrichten von den vornehmsten Lebensumständen und Schriften jetztlebender berühmter Ärzte und Naturforscher in und um Deutschland, 1748–1764 14 Stück in 3 Bänden
- Untersuchung der Frage: Ob dem Frauenzimmer erlaubt sey, die Arzncykunst auszuüben? Leipzig 1750
- Commentatio de Alexandro Benedicto, medicinae post literas renatas restauratore. Braunschweig 1751
- Comment, de vita, moribus, meritis et scriptis Hieronyini Mercurialis, Forolivicnsis. Braunschweig 1751
- Comment, de Cosma et Damiano, artis medicae olim et adhuc hodie hinc illincque tutelaribus. Cum tabb. aen. Helmstedt 1751
- Comment. de vita et meritis Martini Pollichii, Mellerstadii, primi in Academia Vitembergensi Rectoris Magnifici et Prof. med. Wolfenbüttel 1751
- Bibliothecae libiorum rariorum physico – medicorum historico – criticae. Specimen I. Helmstedt 1751 – Specimen II. Helmstedt 1752
- Super locum Hippocratis, in iureiurando maxime vexatum, meditationes. Leipzig 1752
- Noctes Guelphicae, sive opuscu’a argumenti med. Litterarii, 1755
- Relationes de libris physico- medicis etc. Fasc. I, 1756
- Memoriae professorum medicinae in Academia Vittebergensi, inde a primis illius initiis renovatae Spec. I. II., 1755, 1756